# Flaga Jamalsko-Nienieckiego Okręgu Autonomicznego
Flaga Jamalsko-Nienieckiego Okręgu Autonomicznego (NHR:138) – ustanowiona została 27 listopada 1996 roku. Jej proporcje wynoszą 2:3. Na jasnoniebieskim tle, w odległości jednej siódmej szerokości flagi od jej dolnej krawędzi znajduje się czerwony poziomy pasek i ornament przedstawiający "jelenie rogi", składający się z białych i jasnoniebieskich elementów o kształcie rombu. W każda część ornamentu składa się z 9 rombów, każdy z nich stanowi 1350 część powierzchni całej flagi. Całkowita szerokość ornamentu wynosi jedną piątą szerokości flagi.